# Воротынск (старый)
Вороты́нск (др.-рус. Воротинескъ) — древнерусский город-крепость XII—XV веков.
Города Воротынск и Новосиль впервые упоминаются в Ипатьевской летописи под 1155 годом в связи с заключением союза между князем Святославом Ольговичем и его племянником Святославом Всеволодовичем: «…приѣха къ Ст҃ославу Ѡлговичю сн҃вець его Ст҃ославъ Всеволодичь и цѣлова к нему хрс̑тъ, тогда же прида ему г҃ городъı, а Сновескъ собѣ ѿӕ и Корачевъ и Воротинескъ занеже бѣ его ѿступилъ и поиде Ст҃ославъ Ѡлгович̑ Сновьску».

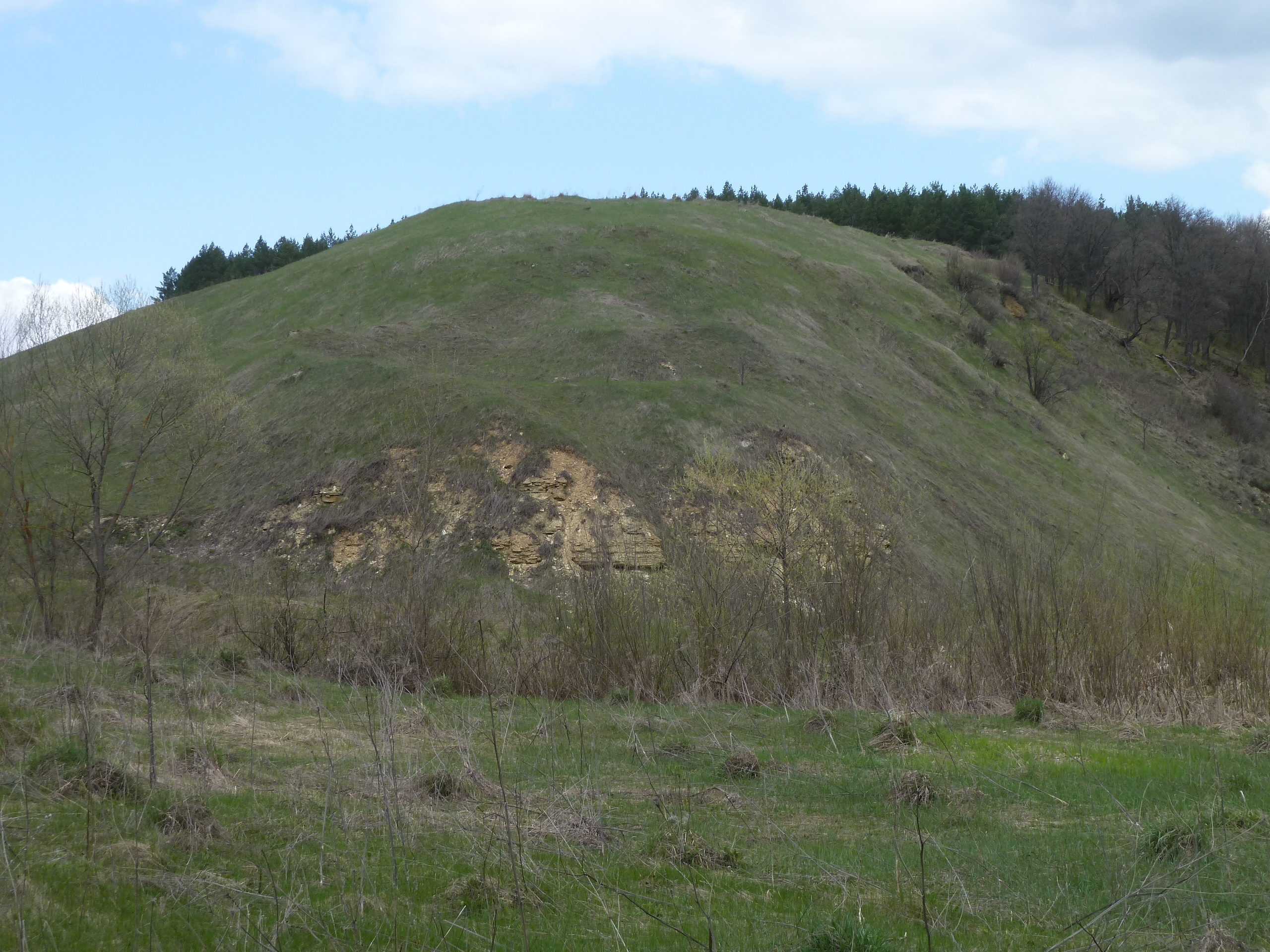
Городище на Никитской горе у села Воротынцево на реке Зуше

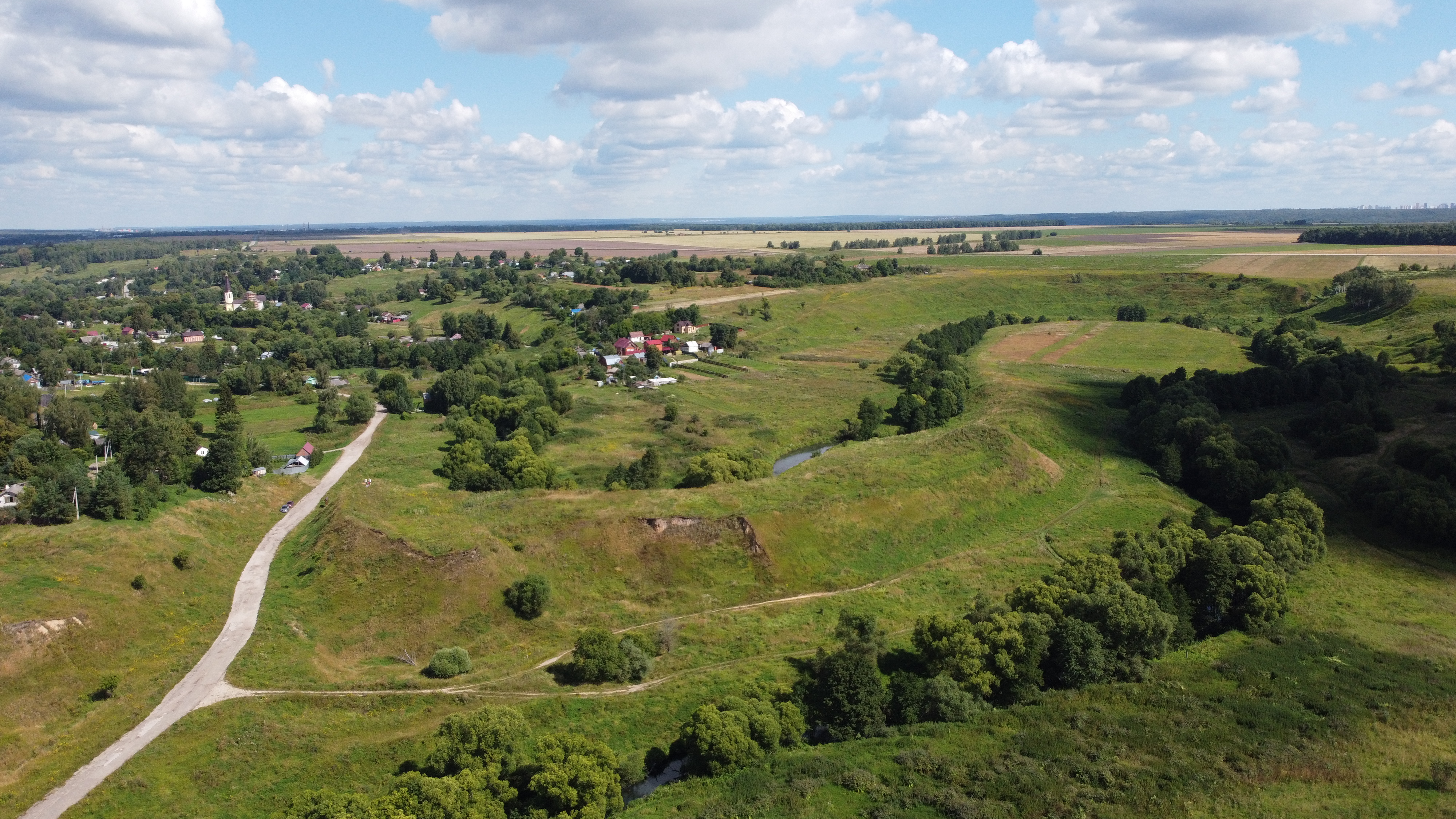
Городище у села Воротынска на реке Выссе

Точная локализация домонгольского Воротынска не установлена. Его местоположение связывают с одним из двух городищ: первое расположено рядом с селом Воротынск Перемышльского района Калужской области на реке Выссе, второе — у села Воротынцево Новосильского района Орловской области на реке Зуше. На обоих поселениях производились археологические раскопки под руководством археолога Т. Н. Никольской. Согласно её выводам, нижний культурный слой городища на Выссе, датируемый IV—VI вв., отделён прослойкой от верхнего древнерусского XIII—XV (XVII) вв.. Современные исследователи датируют возникновение поселения удельной эпохи на этом городище рубежом XIV—XV вв., но укреплено оно было не ранее второй половины XV в.. Напластования городища на Зуше датируются IV—II вв. до н. э., IV—VII вв., концом I тысячелетия н. э. В древнерусскую эпоху оно заселялось начиная с XI в. и было покинуто людьми не позднее XV в..
Согласно Ипатьевскому списку, упомянутые за 1155 год города Сновск, Карачев и Воротынск находились в одном владении — в составе Новгород-Северского княжества. Но Верхнее Поочье никогда не находилось в составе Новгород-Северского княжества.